# 밸류 얼라이언스
밸류 얼라이언스(영어: Value Alliance)는 없어진 항공동맹이다. 2016년에 설립된 세계 두 번째 저가 항공사의 항공 동맹이자 세계 여섯 번째 민간 항공 동맹이었다.

## 역사
밸류 얼라이언스는 2016년 5월 16일, 아시아 태평양 지역 8개 저가 항공사가 공식적으로 설립하였다.

## 회원 항공사
| 회원 항공사 | 가입일          |
| ----------- | --------------- |
| 녹에어      | 2016년 5월 16일 |
| 세부퍼시픽  | 2016년 5월 16일 |
| 세브고      | 2016년 5월 16일 |
| 스쿠트      | 2016년 5월 16일 |
| 제주항공    | 2016년 5월 16일 |

## 탈퇴 항공사
| 회원 항공사                | 가입일          | 탈퇴일          |
| -------------------------- | --------------- | --------------- |
| 바닐라 에어                | 2016년 5월 16일 | 2019년 3월 30일 |
| 타이거 항공 오스트레일리아 | 2016년 5월 16일 | 2018년          |
| 타이거 항공                | 2016년 5월 16일 | 2017년 7월 25일 |
| 녹스쿠트                   | 2016년 5월 16일 | 2020년 7월 26일 |